# Morsum (Schleswig-Holstein)

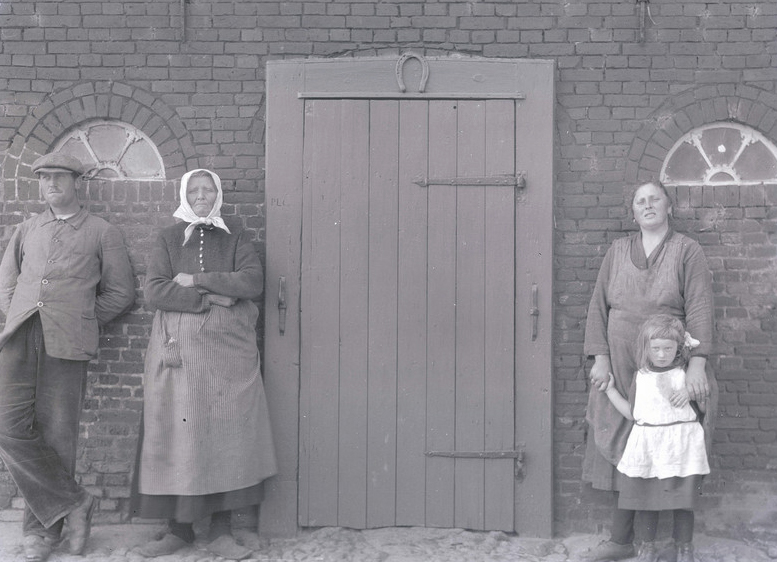
Proprietari di una fattoria a Morsum (1926)

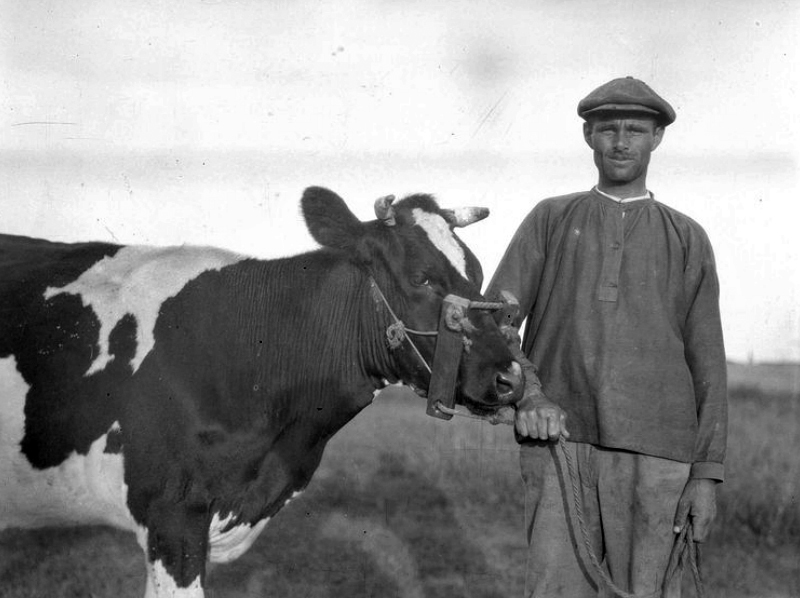
Contadino a Morsum (1926)

Morsum (in frisone: Muasem; 1.100 ab. ca.) è un villaggio dell'isola di Sylt, isola sul Mare del Nord appartenente all'arcipelago delle isole Frisone Settentrionali e al Land Schleswig-Holstein. Dal punto di vista amministrativo, si tratta di una frazione appartenente al comune di Sylt (e un tempo al comune soppresso di Sylt-Ost).
È la località più orientale di Sylt e un tempo (fine del XVII secolo) era anche il centro più grande dell'isola.

## Geografia fisica

### Collocazione
Morsum si trova lungo la costa settentrionale del lembo di terra che si estende nella zona centro-orientale di Sylt e, in qualità di località più orientale dell'isola, è anche la prima che si incontra raggiungendo Sylt dalla terraferma. Si trova inoltre a circa 7,5 km a sud-est di Keitum e a circa 3 km ad est di Archsum.

### Suddivisione
Morsum è suddivisa in due agglomerati urbani: Groß-Morsum, il centro più grande (come dice il nome), e Klein-Morsum, che rappresenta anche il centro abitato più orientale dell'isola.

## Storia
Morsum è menzionata per la prima volta nel 1462 con il nome di Muasem.  Tuttavia le tombe megalitiche rinvenute in zona sono la prova di insediamenti umani in epoca molto anteriore: in particolare pare che le prime popolazioni frisone si siano stabilite qui intorno al IX secolo.
Fino al XVIII secolo, la principale risorsa economica del villaggio era rappresentata dall'agricoltura.
La località conobbe un grande sviluppo dal punto turistico a partire dal 1927, quando fu costruita la diga ferroviaria che collega Sylt alla terraferma.
Quindi, a partire dal 1958, Morsum si sviluppò come stazione terapeutica.

## Edifici e luoghi d'interesse

### Scogliera di Morsum
L'attrazione principale di Morsum è rappresentata dalla scogliera di Morsum (Morsum-Kliff), che raggiunge un'altezza di 21 metri. È formata principalmente da caolino e limonite.
|  |

### Chiesa di San Martino
A Morsum si trova una delle chiese più antiche di Sylt, la chiesa di San Martino, risalente al XII secolo e che nel corso della guerra dei trent'anni era una chiesa fortificata.
All'esterno della chiesa si trova un campanile in legno e all'interno un altare risalente al 1500 circa.
|  |

La chiesa è circondata da un cimitero, dove riposano le spoglie di personaggi celebri quali il militare e giurista Fabian von Schlabrendorff (1907-1980).